# Gruppo Sportivo Porto Robur Costa 2015-2016
Questa voce raccoglie le informazioni riguardanti il Gruppo Sportivo Porto Robur Costa nelle competizioni ufficiali della stagione 2015-2016.

## Stagione
La stagione 2015-16 è per il Gruppo Sportivo Porto Robur Costa, con la denominazione sponsorizzata di CMC Romagna, la terza consecutiva in Serie A1; viene confermato l'allenatore Waldo Kantor e buona parte della rosa come Stefano Mengozzi, Maximiliano Cavanna, Fabio Ricci, Rafaīl Koumentakīs e Andrea Bari. Tra i nuovi acquisti quelli di Dore Della Lunga, Alberto Polo, Maurice Torres e Maarten van Garderen, mentre tra le cessioni quelle di Klemen Čebulj, Enrico Cester, Jani Jeliazkov, Riley McKibbin e Renan Buiatti.
Il campionato si apre con due sconfitte di fila: la prima vittoria arriva alla terza giornata contro il Volley Milano, in trasferta; a due gare perse seguono due vinte, per poi chiudere il girone di andata con quattro stop consecutivi che portano il club emiliano al nono posto in classifica, non qualificandolo per la Coppa Italia. Il girone di ritorno comincia con una serie di risultati altalenanti: tra la sedicesima e la diciottesima giornata la squadra di Ravenna inanella tre vittorie, per poi chiudere la regular season con quattro sconfitte; viene confermato il nono posto in classifica che vale l'accesso ai play-off per il quinto posto, il quale, in caso di vittoria finale, regala la qualificazione per la Challenge Cup 2016-17. Dopo aver affrontato un girone per definire la griglia nella fase a eliminazione diretta, il Gruppo Sportivo Porto Robur Costa è eliminato in tre gare, due sconfitte e un successo in gara 2, dal BluVolley Verona nei quarti di finale.

## Organigramma societario
Area direttiva
- Presidente: Luca Casadio
- Vicepresidente: Damiano Donati
- Direttore generale: Giuseppe Cormio
- Segreteria generale: Irene Georgiou
- Segreteria di direzione: Tamara Pantaleone

Area organizzativa
- Team manager: Alessio Saporetti
- Direttore sportivo: Stefano Margutti
- Gestione sponsor tecnici: Corrado Scozzoli
- Responsabile palasport: Claudio Zauli
- Organizzazione: Roberto Costa

Area tecnica
- Allenatore: Waldo Kantor
- Assistente allenatore: Giuseppe Patriarca
- Scout man: Fabio Dalla Fina, Massimo Melandri
- Responsabile settore giovanile: Stefano Margutti, Maurizio Morganti
- Coordinatore settore giovanile: Stefano Chierici
- Direttore tecnico settore giovanile: Pietro Mazzi

Area comunicazione
- Ufficio stampa: Silvia Canale
- Relazioni esterne: Paolo Badiali

Area marketing
- Ufficio marketing: Marta Bazzanti
- Biglietteria: Maria Pia Bissi

Area sanitaria
- Steff medico: Alessandro Nobili
- Preparatore atletico: Simone Ade
- Fisioterapista: Stefano Bandini, Domenico Costa, Giovanni Donadio
- Consulente ortopedico: Massimo Cirilli
- Osteopata: Flavio Tiene
- Radiologo: Ivan Nanni

## Rosa
| N° | Nome                 | Ruolo | Data di nascita  | Nazionalità sportiva |
| -- | -------------------- | ----- | ---------------- | -------------------- |
| 1  | Stefano Mengozzi     | C     | 6 maggio 1985    | Italia               |
| 2  | Fabio Ricci          | C     | 11 luglio 1994   | Italia               |
| 4  | Maximiliano Cavanna  | P     | 2 luglio 1988    | Argentina            |
| 5  | Enrico Zappoli       | S     | 12 maggio 1995   | Brasile              |
| 6  | Dore Della Lunga     | S     | 25 luglio 1984   | Italia               |
| 7  | Maarten van Garderen | S     | 24 gennaio 1990  | Paesi Bassi          |
| 8  | Alberto Polo         | C     | 7 settembre 1995 | Italia               |
| 9  | Rafaīl Koumentakīs   | S     | 5 maggio 1993    | Grecia               |
| 10 | Riccardo Goi         | L     | 24 agosto 1992   | Italia               |
| 11 | Maurice Torres       | O     | 6 luglio 1991    | Porto Rico           |
| 14 | Hidde Boswinkel      | S/O   | 30 marzo 1995    | Paesi Bassi          |
| 16 | Andrea Bari          | L     | 5 marzo 1980     | Italia               |
| 17 | Ricardo Perini       | P     | 18 gennaio 1984  | Brasile              |

## Mercato
| Acquisti | Acquisti             | Acquisti          | Acquisti   |
| R.       | Nome                 | da                | Modalità   |
| -------- | -------------------- | ----------------- | ---------- |
| S/O      | Hidde Boswinkel      | Talent Team       | definitivo |
| S        | Dore Della Lunga     | Città di Castello | definitivo |
| P        | Ricardo Perini       | Benfica           | definitivo |
| C        | Alberto Polo         | Potentino         | definitivo |
| O        | Maurice Torres       | Molfetta          | definitivo |
| S        | Maarten van Garderen | Friedrichshafen   | definitivo |

| Cessioni | Cessioni          | Cessioni | Cessioni   |
| R.       | Nome              | a        | Modalità   |
| -------- | ----------------- | -------- | ---------- |
| S/O      | Renan Buiatti     | Milano   | definitivo |
| S        | Klemen Čebulj     | Lube     | definitivo |
| C        | Enrico Cester     | Lube     | definitivo |
| S        | Pasquale Gabriele | Lube     | definitivo |
| S/O      | Jani Jeliazkov    | Alessano | definitivo |
| P        | Riley McKibbin    | ?        | definitivo |

## Risultati

### Serie A1

#### Girone di andata
| 1ª giornata - 25 ottobre 2015 PalaGalassi, Forlì            | Porto Robur Costa | 2 - 3 | Lube               | 26-24, 25-23, 18-25, 20-25, 9-15  |
| 2ª giornata - 3 novembre 2015 PalaPoli, Molfetta            | Molfetta          | 3 - 0 | Porto Robur Costa  | 25-16, 25-17, 30-28               |
| 3ª giornata - 8 novembre 2015 Palazzetto dello Sport, Monza | Milano            | 1 - 3 | Porto Robur Costa  | 26-28, 23-25, 25-22, 19-25        |
| 4ª giornata - 11 novembre 2015 PalaGalassi, Forlì           | Porto Robur Costa | 1 - 3 | Sir Safety Perugia | 20-25, 18-25, 25-23, 21-25        |
| 5ª giornata - 15 novembre 2015 PalaGalassi, Forlì           | Porto Robur Costa | 0 - 3 | Trentino           | 22-25, 19-25, 21-25               |
| 6ª giornata - 22 novembre 2015 PalaBanca, Piacenza          | Piacenza          | 1 - 3 | Porto Robur Costa  | 25-23, 22-25, 21-25, 22-25        |
| 7ª giornata - 25 novembre 2015 PalaGalassi, Forlì           | Porto Robur Costa | 3 - 2 | Top Volley Latina  | 19-25, 25-20, 15-25, 25-21, 18-16 |
| 8ª giornata - 29 novembre 2015 PalaSanLazzaro, Padova       | Padova            | 3 - 0 | Porto Robur Costa  | 30-28, 25-20, 28-26               |
| 9ª giornata - 6 dicembre 2015 PalaGalassi, Forlì            | Porto Robur Costa | 0 - 3 | BluVolley Verona   | 25-27, 23-25, 27-29               |
| 10ª giornata - 8 dicembre 2015 PalaPanini, Modena           | Modena            | 3 - 1 | Porto Robur Costa  | 22-25, 30-28, 25-21, 25-19        |
| 11ª giornata - 13 dicembre 2015 PalaGalassi, Forlì          | Porto Robur Costa | 2 - 3 | Powervolley Milano | 25-20, 25-15, 21-25, 22-25, 12-15 |

#### Girone di ritorno
| 12ª giornata - 20 dicembre 2016 PalaCivitanova, Civitanova Marche | Lube               | 3 - 0 | Porto Robur Costa | 25-21, 25-22, 25-17               |
| 13ª giornata - 17 gennaio 2016 PalaGalassi, Forlì                 | Porto Robur Costa  | 3 - 1 | Molfetta          | 26-24, 21-25, 25-19, 25-22        |
| 14ª giornata - 24 gennaio 2016 PalaGalassi, Forlì                 | Porto Robur Costa  | 1 - 3 | Milano            | 23-25, 25-19, 24-26, 18-25        |
| 15ª giornata - 31 gennaio 2016 PalaEvangelisti, Perugia           | Sir Safety Perugia | 3 - 2 | Porto Robur Costa | 27-29, 22-25, 25-23, 25-17, 15-11 |
| 16ª giornata - 3 febbraio 2016 PalaTrento, Trento                 | Trentino           | 2 - 3 | Porto Robur Costa | 25-18, 20-25, 25-19, 22-25, 14-16 |
| 17ª giornata - 10 febbraio 2016 PalaGalassi, Forlì                | Porto Robur Costa  | 3 - 2 | Piacenza          | 17-25, 25-22, 17-25, 25-19, 15-12 |
| 18ª giornata - 16 febbraio 2016 PalaBianchini, Latina             | Top Volley Latina  | 2 - 3 | Porto Robur Costa | 25-19, 18-25, 25-23, 16-25, 8-15  |
| 19ª giornata - 21 febbraio 2016 PalaGalassi, Forlì                | Porto Robur Costa  | 2 - 3 | Padova            | 24-26, 23-25, 27-25, 27-25, 13-15 |
| 20ª giornata - 24 febbraio 2016 PalaOlimpia, Verona               | BluVolley Verona   | 3 - 1 | Porto Robur Costa | 25-20, 25-20, 22-25, 26-24        |
| 21ª giornata - 28 febbraio 2016 PalaGalassi, Forlì                | Porto Robur Costa  | 1 - 3 | Modena            | 24-26, 16-25, 25-22, 20-25        |
| 22ª giornata - 6 marzo 2016 PalaBorsani, Castellanza              | Powervolley Milano | 3 - 2 | Porto Robur Costa | 25-23, 23-25, 20-25, 25-17, 15-10 |

#### Play-off 5º posto
| 1ª giornata - 12 marzo 2016 PalaGalassi, Forlì                 | Porto Robur Costa | 1 - 3 | Powervolley Milano | 21-25, 20-25, 25-23, 20-25 |
| 2ª giornata - 20 marzo 2016 PalaBanca, Piacenza                | Piacenza          | 3 - 0 | Porto Robur Costa  | 28-26, 25-23, 25-18        |
| 3ª giornata - 26 marzo 2016 PalaGalassi, Forlì                 | Porto Robur Costa | 3 - 1 | Milano             | 22-25, 27-25, 25-23, 25-19 |
| Quarti di finale (gara 1) - 9 aprile 2016 PalaOlimpia, Verona  | BluVolley Verona  | 3 - 0 | Porto Robur Costa  | 25-19, 28-26, 25-21        |
| Quarti di finale (gara 2) - 13 aprile 2016 PalaGalassi, Forlì  | Porto Robur Costa | 3 - 1 | BluVolley Verona   | 23-25, 25-22, 25-17, 25-21 |
| Quarti di finale (gara 3) - 17 aprile 2016 PalaOlimpia, Verona | BluVolley Verona  | 3 - 1 | Porto Robur Costa  | 20-25, 25-22, 25-18, 25-20 |

## Statistiche

### Statistiche di squadra
| Competizione | Punti | In casa | In casa | In casa | In trasferta | In trasferta | In trasferta | Totale | Totale | Totale |
| Competizione | Punti | G       | V       | P       | G            | V            | P            | G      | V      | P      |
| ------------ | ----- | ------- | ------- | ------- | ------------ | ------------ | ------------ | ------ | ------ | ------ |
| Serie A1     | 22    | 14      | 5       | 9       | 14           | 4            | 10           | 28     | 9      | 19     |
| Totale       | -     | 14      | 5       | 9       | 14           | 4            | 10           | 28     | 9      | 19     |

G = partite giocate; V = partite vinte; P = partite perse

### Statistiche dei giocatori
| Giocatore       | Serie A1 | Serie A1 | Serie A1 | Serie A1 | Serie A1 | Totale | Totale | Totale | Totale | Totale |
| Giocatore       | P        | PT       | AV       | MV       | BV       | P      | PT     | AV     | MV     | BV     |
| --------------- | -------- | -------- | -------- | -------- | -------- | ------ | ------ | ------ | ------ | ------ |
| A. Bari         | 27       | -        | -        | -        | -        | 27     | -      | -      | -      | -      |
| H. Boswinkel    | 27       | 32       | 30       | 1        | 1        | 27     | 32     | 30     | 1      | 1      |
| M. Cavanna      | 28       | 47       | 20       | 21       | 6        | 28     | 47     | 20     | 21     | 6      |
| D. Della Lunga  | 26       | 143      | 125      | 10       | 8        | 26     | 143    | 125    | 10     | 8      |
| R. Goi          | 28       | -        | -        | -        | -        | 28     | -      | -      | -      | -      |
| R. Koumentakīs  | 27       | 200      | 169      | 18       | 13       | 27     | 200    | 169    | 18     | 13     |
| S. Mengozzi     | 28       | 189      | 116      | 62       | 11       | 28     | 189    | 116    | 62     | 11     |
| R. Perini       | 26       | 8        | 2        | 2        | 4        | 26     | 8      | 2      | 2      | 4      |
| A. Polo         | 27       | 98       | 59       | 24       | 15       | 27     | 98     | 59     | 24     | 15     |
| F. Ricci        | 24       | 142      | 99       | 32       | 11       | 24     | 142    | 99     | 32     | 11     |
| M. Torres       | 28       | 549      | 470      | 42       | 37       | 28     | 549    | 470    | 42     | 37     |
| M. van Garderen | 27       | 374      | 328      | 27       | 19       | 27     | 374    | 328    | 27     | 19     |
| E. Zappoli      | 6        | 23       | 17       | 4        | 2        | 6      | 23     | 17     | 4      | 2      |

P = presenze; PT = punti totali; AV = attacchi vincenti; MV = muri vincenti; BV = battute vincenti